# Palit
Palit (olaszul Palude) település a horvátországi Rab szigeten. Közvetlenül a sziget fővárosa mellett, a sziget középső felében található.
A település a Szent Eufémia-öböl északkeleti részén található, jórészt fenyőerdővel körülvéve. A sziget legfiatalabb települése, melyet a 20. század elején alapítottak.
Palit a turizmusból él. Alapjában véve a főváros, Rab elővárosának tekinthető. A sziget kereskedelmi központja.

## Külső hivatkozások
- A település hivatalos oldala
- Rövid információ Palitról képekkel